# جان رودريغوس
جان رودريغوس هو لاعب كرة قدم برازيلي، ولد في القرن 20.